# Michelle Rossignol
Michelle Rossignol (Montreal, 4 de fevereiro de 1940 - Quebec, 18 de maio de 2020) foi uma comediante e atriz canadense.

## Biografia
Michelle nasceu em Montreal, no ano de 1940. Sua carreira conta com 15 aparições em filmes e séries entre os anos de 1956 até 2010. Em 1991, foi agraciado com uma medalha de Ordem do Canadá e em 2001 recebeu a condecoração de Ordem Nacional de Quebec.

## Morte
Rossignol, morreu em sua residência em Quebec, no dia 18 de maio de 2020. Rossignol sofria de câncer.

## Filmografia

### Cinema
- 1957: Le Survenant - Manouche
- 1965: Instant French
- 1967: Gros-Morne
- 1968: Poussière sur la ville - Madeleine Dubois
- 1972: Françoise Durocher, waitress - Françoise Durocher
- 1973: La Conquête
- 1974: Il était une fois dans l'Est - Pierrette
- 1976: Parlez-nous d'amour - Garçonete
- 1978: Angela - Coco
- 1980: Cordélia - Madame Neveu
- 1980: Suzanne - Yvette McDonald
- 1982: La Quarantaine - La Plume
- 2002: Au fil de l'eau - Solange
- 2007: Toi -  Monique
- 2010: Deux fois une femme - Anne

### Televisão
- 1954 - 1957: Le Survenant (seriado) - Manouche
- 1957: Un simple soldat (filme para televisão)
- 1959 - 1963: Le Grand Duc (seriado)
- 1960 - 1964: Filles d'Ève seriado) - Raymonde
- 1962 - 1963: Marcus (seriado) - Lucia
- 1963 - 1966: Ti-Jean caribou (seriado) - rôle inconnu
- 1971 - 1972: La Feuille d'érable (seriado) - Lucie Bellerose
- 1972: La Demoiselle d'Avignon (seriado) - Caroline van Essling
- 1975: Vivre en prison (seriado)
- 1978: La Mémoire cassée (seriado)
- 1986 - 1989: Des dames de cœur (seriado) - Véronique O'Neil
- 1989 - 1991: Un signe de feu (seriado) - Véronique O'Neil

## Teatro
- 1965, "Les Beaux Dimanches", de Marcel Dubé - Dominique.
- 1971, "Les Belles-Sœurs", de Michel Tremblay, dirigido por André Brassard - Pierrette Guérin.
- 1976, "Sainte Carmen de la Main de Michel Tremblay" dirigido por André Brassard - Carmem.
- 2006, "Tout comme elle", de Brigitte Haentjens - Vários personagens.